# Hrabstwo Uvalde

Piramida wieku hrabstwa

Hrabstwo Uvalde – hrabstwo w USA, w południowo–zachodnim Teksasie, utworzone w 1850 r. Według danych szacunkowych z 2024 roku, liczba mieszkańców przekroczyła 25 tysięcy. Większość mieszkańców (71%) to Latynosi. Siedzibą hrabstwa jest miasteczko Uvalde, które skupia ponad połowę populacji. Inne znaczące miejscowości to: Sabinal, Knippa, Utopia i Uvalde Estates.

## Geografia
Północna, jedna trzecia hrabstwa Uvalde należy do płaskowyżu Edwardsa. Przez hrabstwo przepływają rzeki Nueces i Frio, a także kilka mniejszych strumieni. Powierzchnia wodna hrabstwa wynosi 17 km², co stanowi 0,4% jego całkowitej powierzchni.

### Sąsiednie hrabstwa
- Hrabstwo Real (północ)
- Hrabstwo Bandera (północny wschód)
- Hrabstwo Medina (wschód)
- Hrabstwo Frio (południowy wschód)
- Hrabstwo Zavala (południe)
- Hrabstwo Maverick (południowy zachód)
- Hrabstwo Kinney (zachód)
- Hrabstwo Edwards (północny zachód)

### Park stanowy Garner
Park Stanowy Garner jest drugim najczęściej odwiedzanym parkiem stanowym w Teksasie, przyjmując 476 tys. gości w 2023 roku. Przez park przepływa rzeka Frio, co czyni go popularnym miejscem rekreacji.

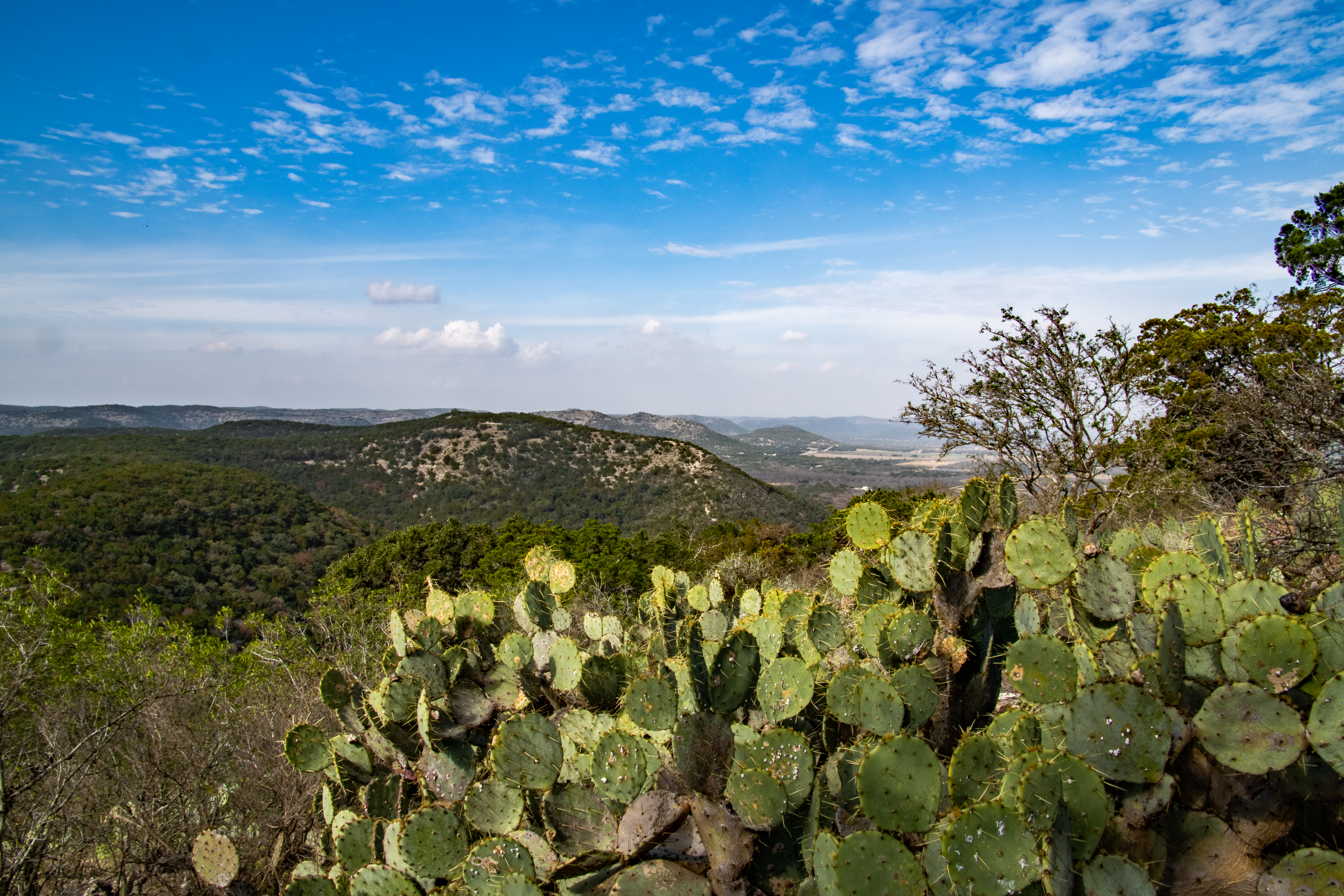
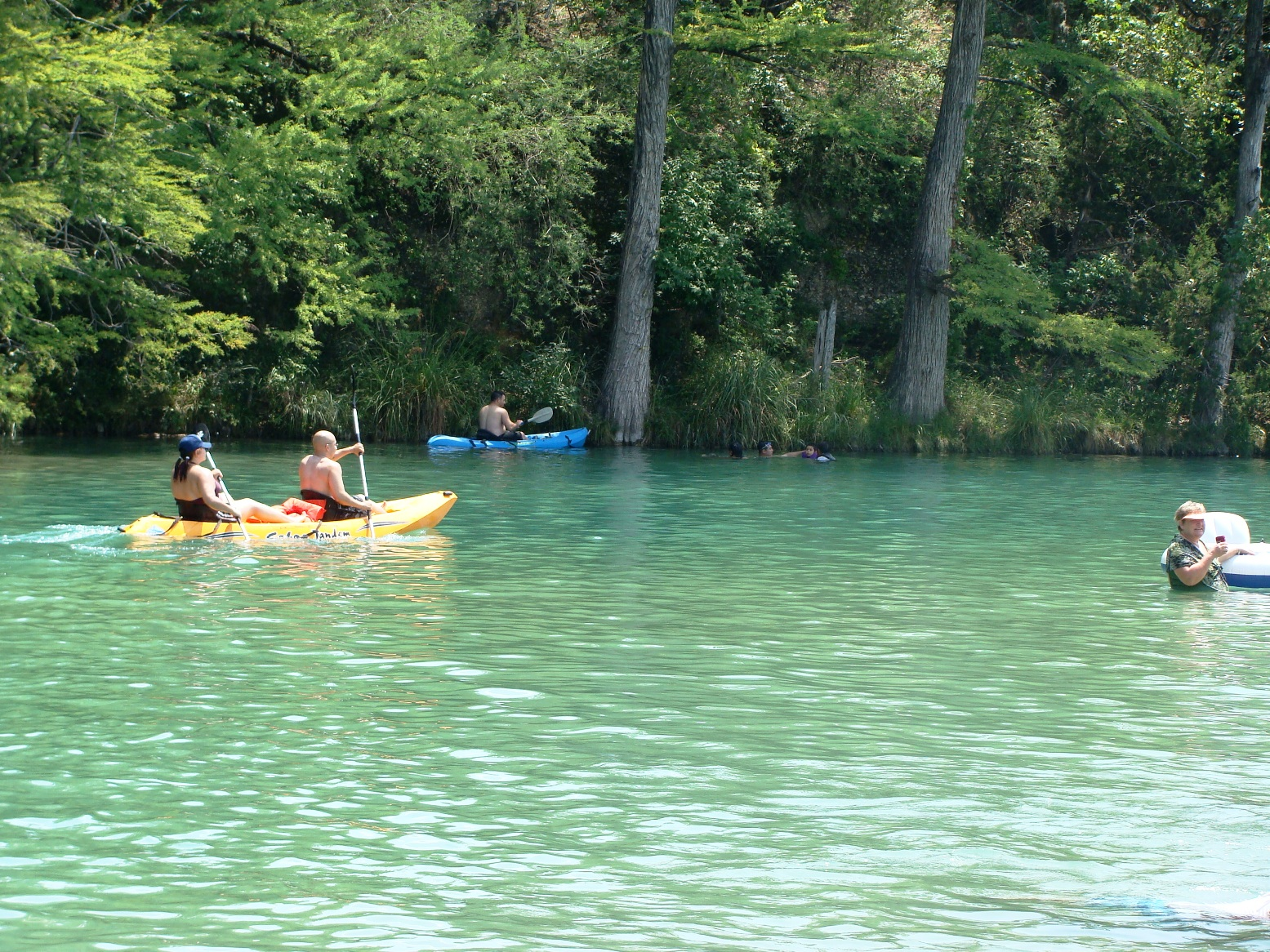
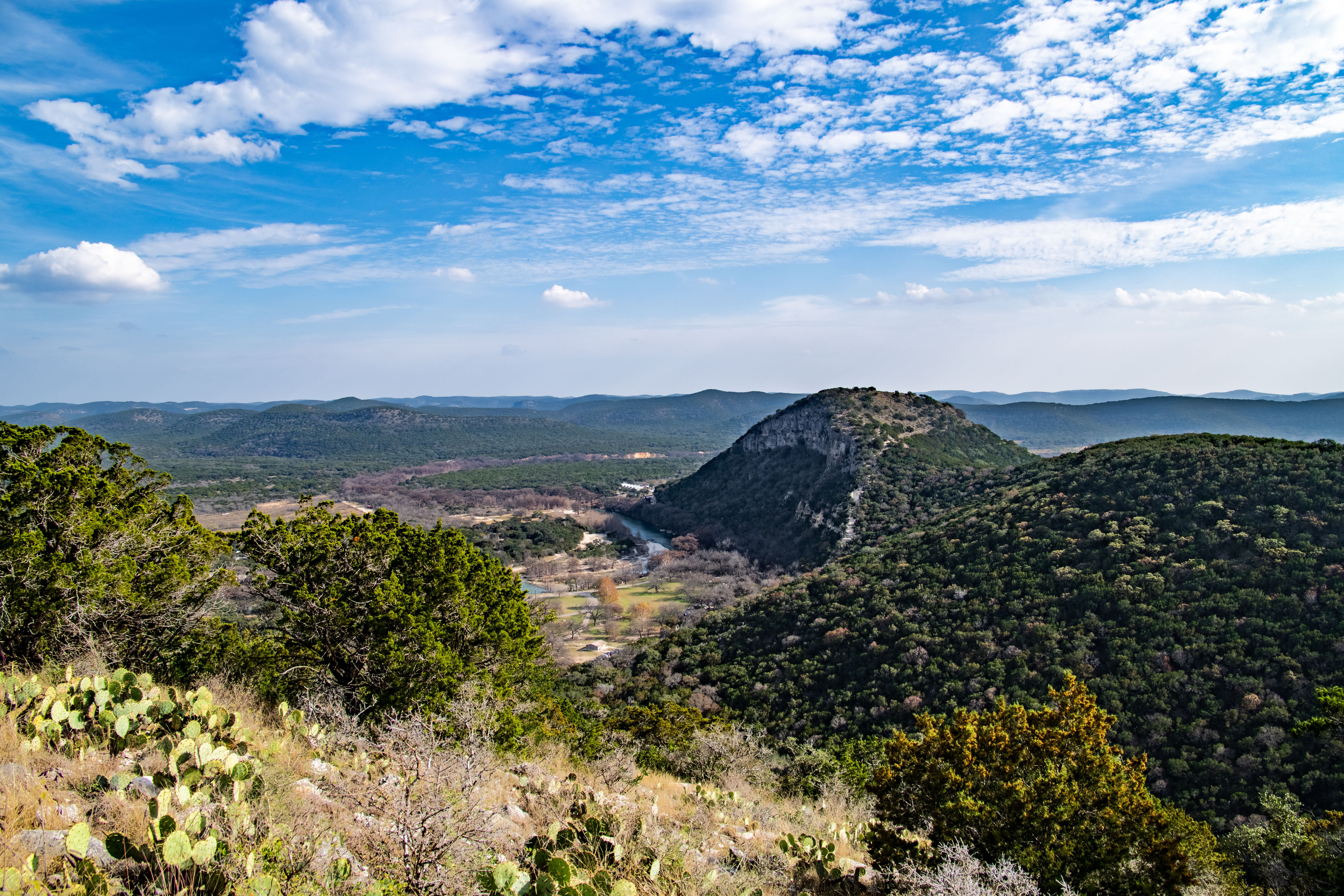
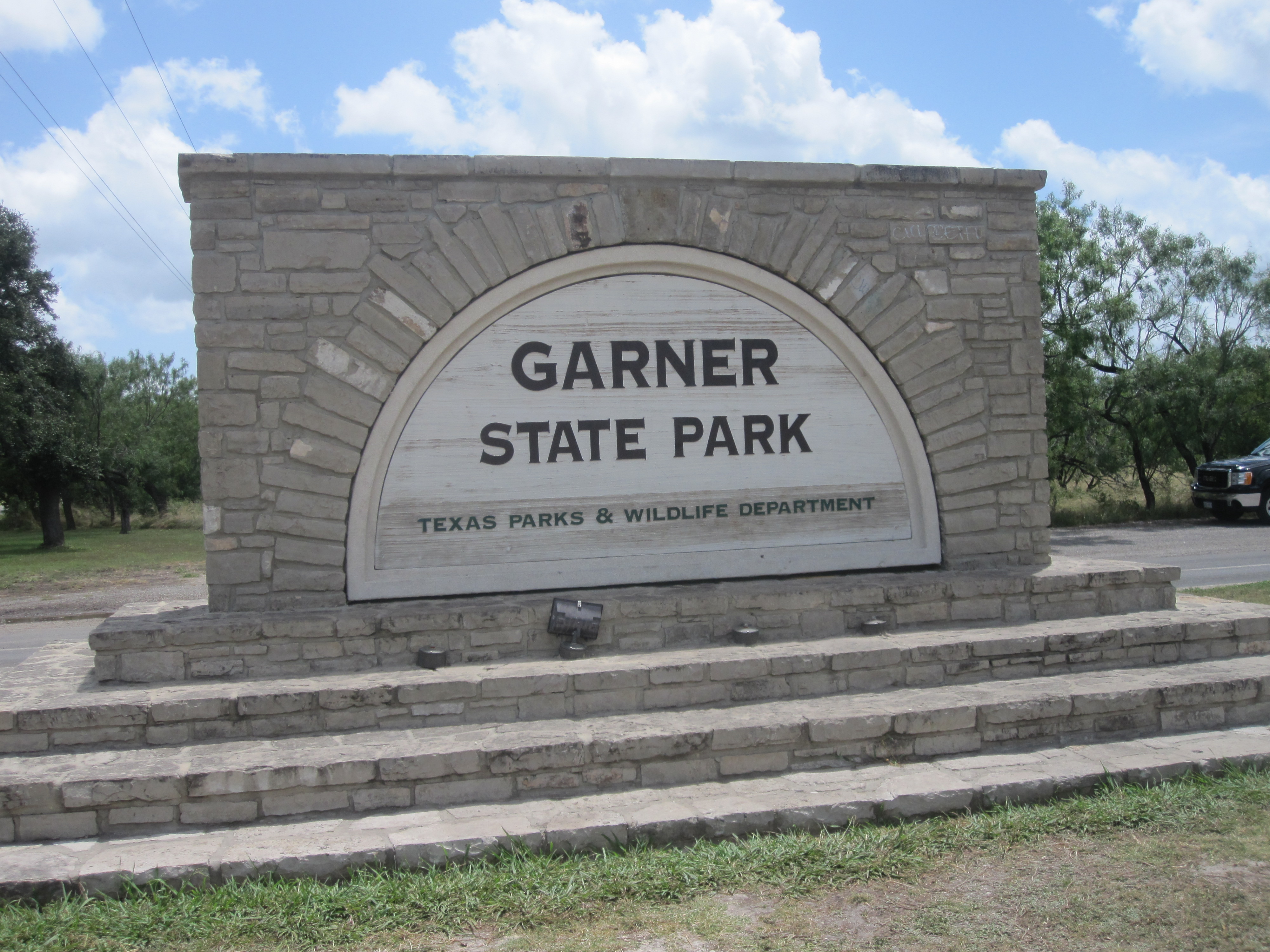

## Gospodarka
Gospodarka hrabstwa Uvalde opiera się na rolnictwie i hodowli. W 2022 roku hrabstwo zajęło 9. miejsce w stanie pod względem uprawy warzyw i melonów (m.in. szpinak, cebula, marchew, kapusta, papryka i arbuzy). Ważną rolę odgrywa również hodowla kóz i owiec (24. miejsce w stanie), uprawa bawełny (26. miejsce) oraz akwakultura (26. miejsce).
Hrabstwo jest także znane z hodowli zwierząt egzotycznych (np. Ox Ranch) oraz pszczelarstwa – miasto Uvalde nosi przydomek „Miodowej Stolicy Świata”. Dodatkowo, w hrabstwie uprawia się sorgo, kukurydzę i pszenicę, a także owoce, w tym orzechy pekan. Hodowla bydła (37,8 tys. sztuk w 2022 r.) i koni również jest istotnym elementem lokalnej gospodarki. 
Region Uvalde jest popularny wśród myśliwych, oferując warunki do polowań na dziką zwierzynę, w tym jelenie wirgińskie. Hrabstwo Uvalde jest również domem dla Jaskini Nietoperzy Frio, gdzie znajduje się jedna z największych na świecie kolonii nietoperzy meksykańskich, stanowiąca atrakcję turystyczną.

## Demografia
- Latynosi – 71,1%
- biali nielatynoscy – 25,8%
- czarni lub Afroamerykanie – 1,5%
- Azjaci – 1,3%
- rdzenni Amerykanie – 1,3%[1].

## Religia
Członkostwo w 2020 roku:

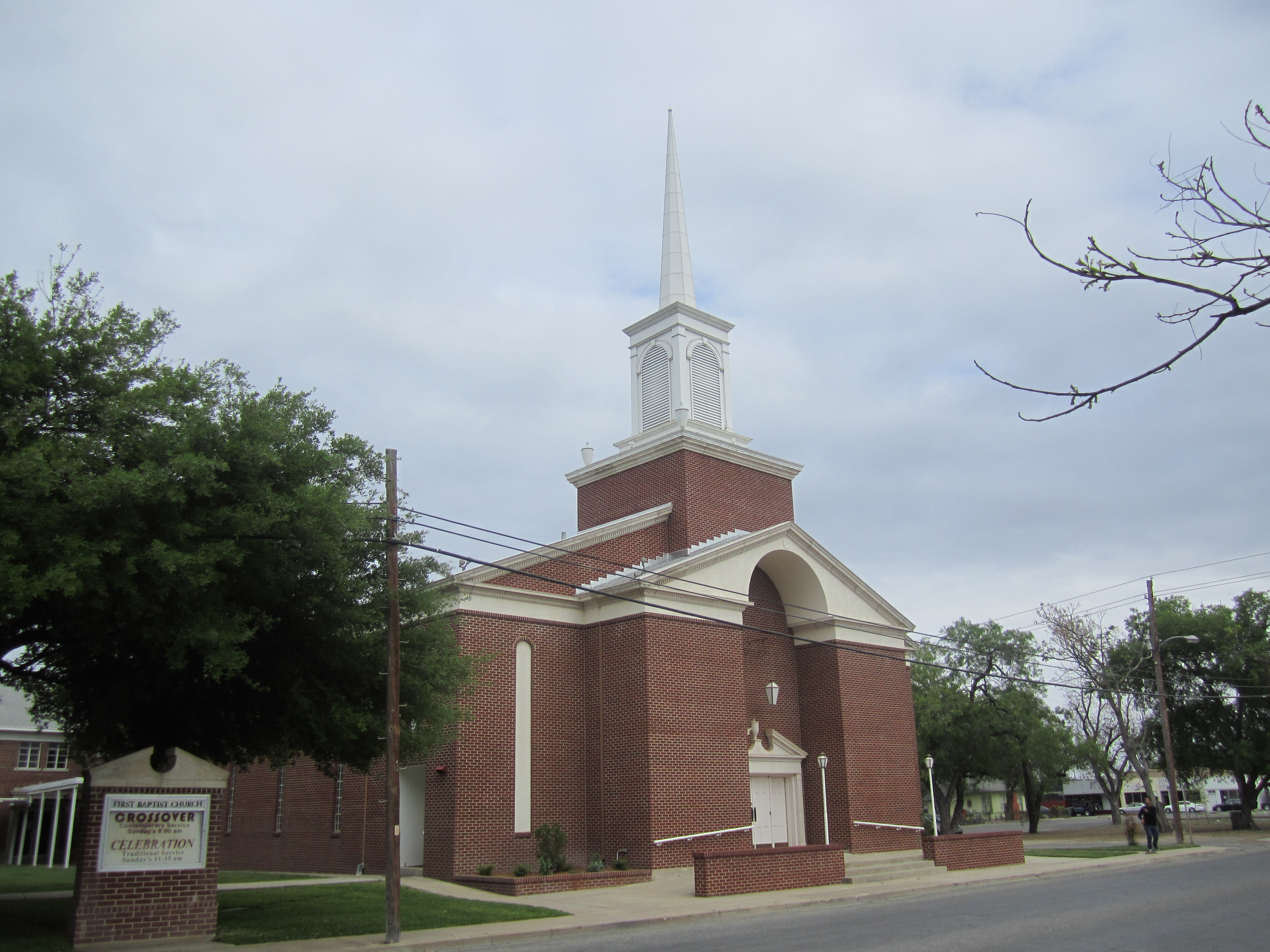
Pierwszy Kościół Baptystyczny w Uvalde

- ewangelikalni – ponad 25% (gł. baptyści, bezdenominacyjni i campbellici)
- katolicy – 21,5%
- zjednoczeni metodyści – 6%
- pozostali protestanci – 2,1%
- mormoni – 1,3%
- świadkowie Jehowy – 1,3%.